# Baohe, Hunan
Baohe (kinesiska: 保和, 保和乡) är en socken i Kina. Den ligger i provinsen Hunan, i den södra delen av landet, omkring 280 kilometer söder om provinshuvudstaden Changsha. Antalet invånare är 7408. Befolkningen består av 3 268 kvinnor och 4 140 män. Barn under 15 år utgör 21,0 %, vuxna 15-64 år 68 %, och äldre över 65 år 10,0 %.
Genomsnittlig årsnederbörd är 1 843 millimeter. Den regnigaste månaden är augusti, med i genomsnitt 268 mm nederbörd, och den torraste är oktober, med 37 mm nederbörd.